# Panathenäen
Die Panathenäen (griechisch Παναθήναια Panathēnaia) waren das größte religiös-politische Fest im antiken Athen, das zu Ehren der Athene, der Schutzgöttin Athens, gefeiert wurde.

## Geschichte

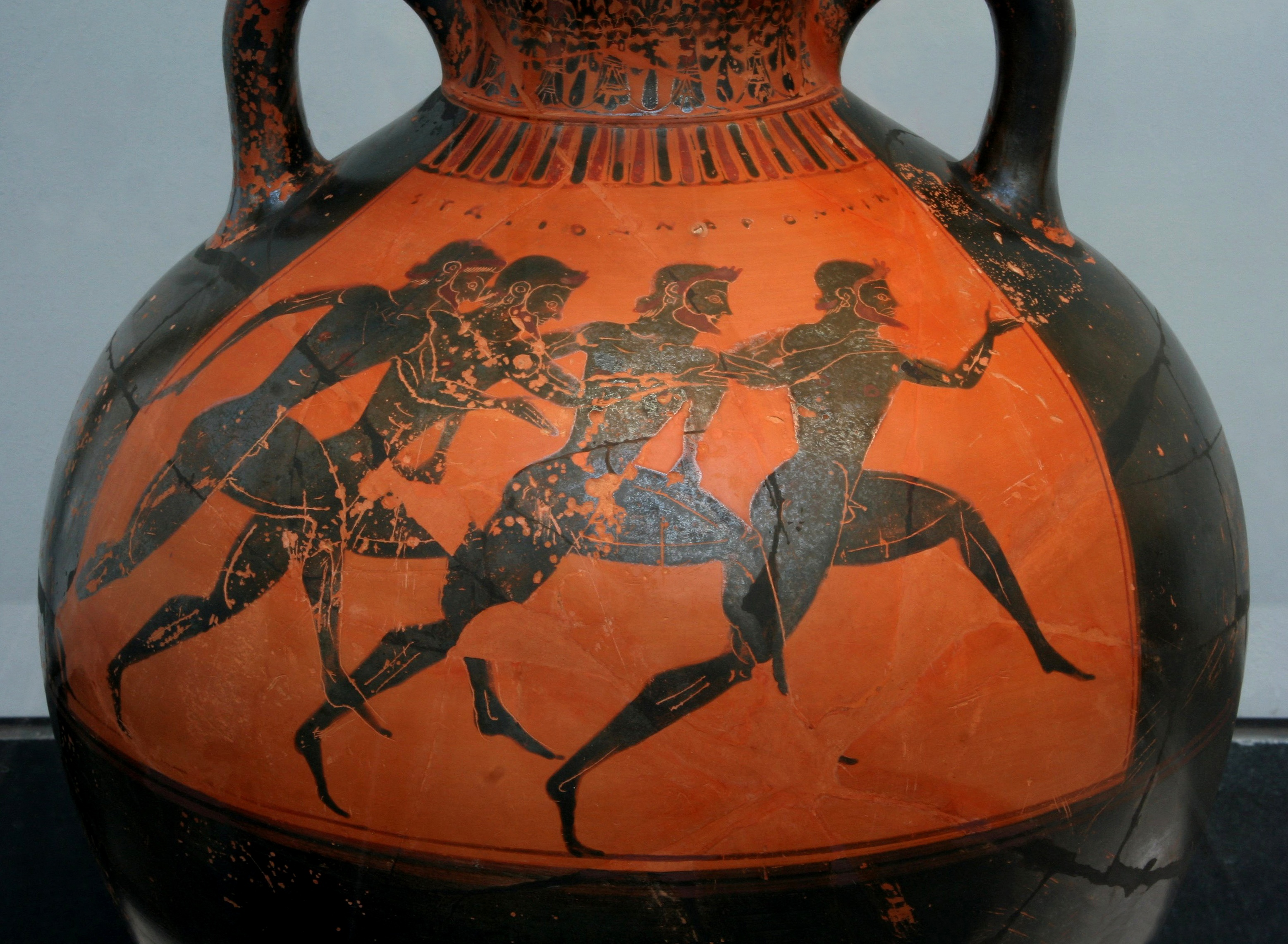
Läufer bei den Panathenäen
Vase ca. 530 v. Chr.

Schon der mythische König Erechtheus soll Athenäen gestiftet haben; Theseus verwandelte, nachdem er die attischen Flecken zu einer gemeinschaftlichen Stadt verbunden hatte, das Fest in Panathenäen („Fest für alle Athener“). Unter dem Archonten Hippokleides, sechs Jahre vor Peisistratos, nahmen auch fremde Staaten teil daran, und das Fest wurde allgemein glänzender.
Die Panathenäen zerfielen in große und kleine; diese wurden alljährlich, jene jedes vierte Jahr, je im dritten Olympiadenjahr, gefeiert. Die Festlichkeiten erstreckten sich vom 25. bis zum 28. des Monats Hekatombäon; der letzte Tag war der glänzendste. Sie bestanden teils aus Opfern, Aufzügen und szenischen Darstellungen, teils aus Wettkämpfen, und zwar in gymnischen (seit 566 v. Chr.) und musischen Agonen (seit Perikles). Mit letzteren begann das Fest; sie fanden im Odeon statt.
Für sämtliche Wettkämpfe wurden zehn Kampfrichter (Agonotheten oder Athlotheten) aus den zehn Phylen gewählt. Die Kampfpreise bestanden in einem Kranz aus Zweigen des geweihten Ölbaums und zugleich in großen und luxuriösen irdenen Gefäßen, den sogenannten Panathenäischen Preisamphoren, die mit heiligem Öl gefüllt waren.
Den Höhepunkt des ganzen Festes bildeten der feierliche Umzug der gesamten athenischen Bürgerschaft (Männer, Frauen, Jünglinge und Jungfrauen), unter Einschluss der Schutzverwandten (Metöken), und das große Festopfer mit gemeinsamem Mahl. Das prächtigste Schaustück bei der Prozession war das reichgestickte safranfarbige Obergewand der Athene, das für jede Feier von den attischen Frauen neu gewebt wurde und auf dem so genannten panathenäischen Schiff, einer beweglichen Maschine in der Form eines Schiffs, fortbewegt wurde. Das Festopfer bildete den Schluss der Feierlichkeit und bestand in einer Hekatombe.
Während der Panathenäen im Jahre 514 v. Chr. wurde auf die Tyrannen Hippias und Hipparchos von Harmodios und Aristogeiton ein Attentat verübt, das zwar teilweise missglückte, aber von vielen dennoch als die Geburtsstunde der Demokratie betrachtet wurde – wenngleich laut Thukydides fälschlich, da hinter dem Anschlag rein persönliche Motive gestanden hätten.